# Galumna macroptera
Galumna macroptera är en kvalsterart som först beskrevs av Ewing 1909.  Galumna macroptera ingår i släktet Galumna och familjen Galumnidae.

## Underarter
Arten delas in i följande underarter:
- G. m. macroptera
- G. m. matecumbei